# 密米爾之泉

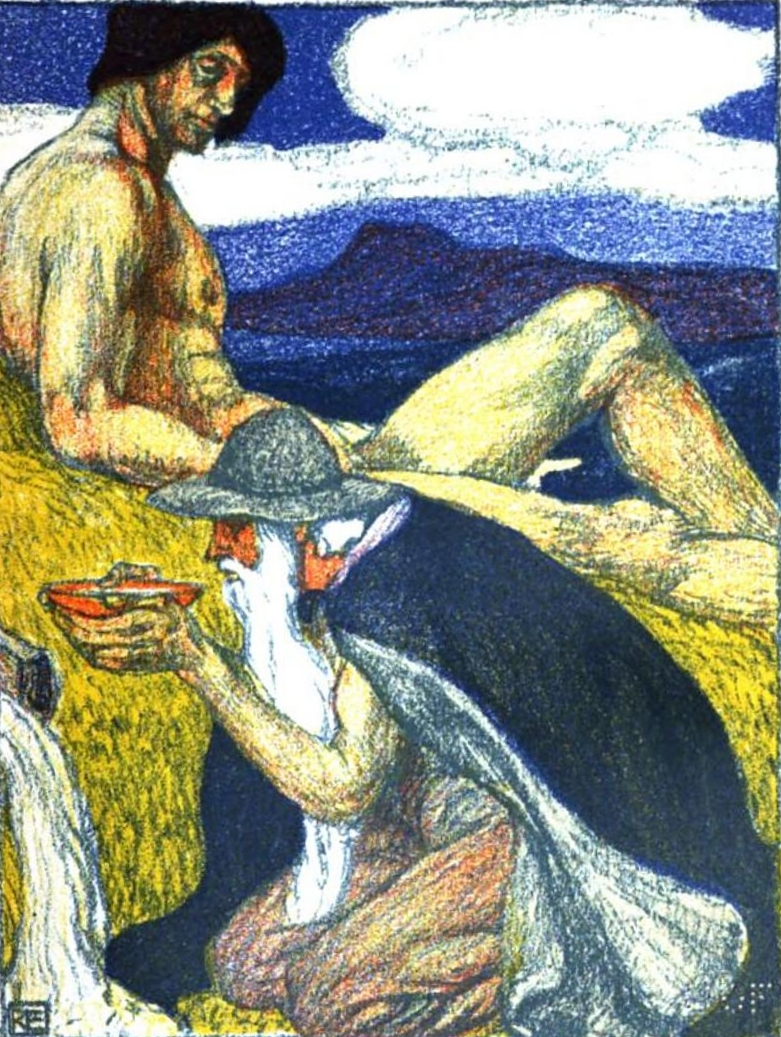
奧丁飲下密米爾之泉的泉水

密米爾之泉，Mímisbrunnr 。北歐神話中的智慧之泉，座落約頓海姆（Jothuheim），世界之樹（Yggdrasil）的第二根樹根邊。據說只要喝上一口泉水就能得到智慧，看守此泉的是密米爾（Mimir）。奧丁（Odin）曾為了獲得智慧而來到水泉邊，並以自己的右眼作為交換。喝下泉水後的奧丁獲得了世間的知識，但知識的重擔也讓奧丁從此沒有了笑容。